# Halloween (videogioco)
Halloween è un videogioco per l'Atari 2600, basato sul celebre film horror Halloween - La notte delle streghe del 1978, distribuito nell'ottobre 1983 dalla Wizard Video Games. Il gioco fu programmato da Tim Martin. Quando la Games by Apollo fallì, Martin e un altro ex dipendente, Robert Barber, svilupparono Halloween.
Anche se il videogioco fu chiamato Halloween, ha la stessa colonna sonora e la copertina mostra il poster cinematografico del film di John Carpenter, il gioco stesso non menziona per nome nessun personaggio del film originale, incluso il killer.

## Modalità di gioco
I giocatori prendono il ruolo di una babysitter adolescente che cerca di salvare dei bambini da un killer senza nome armato di coltello. Il gioco è più splatter rispetto al film. Quando la babysitter viene uccisa, la sua testa scompare e viene rimpiazzata da un getto di sangue pulsante dal collo mozzato. Il principale collegamento al film di Carpenter è la colonna sonora che si sente quando il killer appare sullo schermo.
Il giocatore ottiene punti in due modi: salvando i bambini portandoli nelle "stanze sicure" situate al termine di ogni piano della casa, ed accoltellando il killer (una volta trovato il coltello). Il giocatore avanza di livello salvando cinque bambini o colpendo due volte il killer. Più i livelli progrediscono, più il killer diventa veloce, e il gioco prosegue fino a quando tutte e tre le vite del giocatore sono state consumate.

## Accoglienza
Come l'altro videogioco della Wizard Video ispirato a un film horror, The Texas Chainsaw Massacre, Halloween si rivelò un titolo controverso all'epoca della sua pubblicazione a causa del contenuto violento; vendette poche copie, in gran parte a causa del fatto che molti negozi si rifiutarono di metterlo in vendita.
Halloween ricevette un'accoglienza leggermente migliore rispetto a The Texas Chainsaw Massacre, anche se lo scarso riscontro commerciale portò alla bancarotta la Wizard.